# Song Lianyong
Song Lianyong (宋連勇T, 宋连勇S, Sòng LiányǒngP; Tientsin, 8 ottobre 1965) è un ex calciatore cinese naturalizzato hongkonghese, di ruolo attaccante.